# The King's Man
The King's Man är en amerikansk action-spionfilm från 2021. Den är regisserad av Matthew Vaughn, som även har skrivit manus tillsammans med Karl Gajdusek. Filmen är en prequel till Kingsman-filmserien, som är baserad på serietidningen Kingsman, skapad av Dave Gibbons och Mark Millar.
Filmen var först planerad att ha premiär den 15 november 2019, men på grund av bland annat COVID-19-pandemin har filmen blivit uppskjuten flera gånger. Den hade biopremiär i Sverige den 5 januari 2022, utgiven av 20th Century Fox.

## Rollista (i urval)
| - Matthew Goode – Captain Morton - Charles Dance – General Kitchener - Gemma Arterton – Polly - Aaron Taylor-Johnson – Lee Unwin - Ralph Fiennes – Duke of Oxford - Djimon Hounsou – Shola | - Mark Strong – Merlin - Daniel Brühl – Erik Jan Hanussen - Rhys Ifans – Rasputin - Harris Dickinson – Conrad - Tom Hollander – George V / Wilhelm II / Nicholas II - Alexandra Maria Lara - Emily |